# Nueva Unión de Chaye Grande
Nueva Unión de Chaye Grande es un caserío peruano ubicado en el distrito de Frías, perteneciente a la provincia de Ayabaca del departamento de Piura, al norte del Perú.

## Ubicación
Nueva Unión de Chaye Grande se ubica al suroeste de la provincia de Ayabaca, en el distrito de Frías, en el departamento de Piura.

## Demografía
En 2017 Nueva Unión de Chaye Grande tenía una población de 119 habitantes.